# WAY BETTER
WAY BETTER是一間韓國音樂廠牌，於2020年年12月18日日成立，是一家創作團體及音樂廠牌，由羅雄載（IMFACT）、金來桓（BIGSTAR）共同成立，原名為“THE FAKER CLUB（더훼이커클럽）”。2023年12月31日，廠牌更名為“WAY BETTER（웨이베러）”。

## 公司發展
- 2020年年12月18日日，由羅雄載（IMFACT）、金來桓（BIGSTAR）共同成立，廠牌名為“THE FAKER CLUB（더훼이커클럽）”。[1][2][3][4][5][6]

- 2023年12月31日，廠牌更名為“WAY BETTER（웨이베러）”，含義為“We Dream Better, Make Better, Do Way Better.”。[7][8][9][10][11]

## 旗下藝人
- HELLO GLOOM（헬로글룸）：羅雄載（나웅재），歌手、製作人，IMFACT成員，《The Unit》參加者。[12]
- from20（프롬트웬티）：金來桓（김래환），歌手、作曲家、影音導演，BIGSTAR成員，《The Unit》參加者。[13]
- YYJ（윤영준）：DJ、製作人。
- 林勢俊（임세준）：歌手、音樂劇演員，VICTON成員。[14]
- 康裕瓚（강유찬）：歌手、演員，A.C.E成員，《The Unit》參加者。[15]

## 外部連結
- WAY BETTER官方網站
- WAY BETTER JAPAN官方網站
- WAY BETTER的X（前Twitter）
- WAY BETTER JAPAN的X（前Twitter）
- WAY BETTER的Instagram帳戶
- YouTube上的WAY BETTER頻道